# 永田音響設計
株式会社永田音響設計（ながたおんきょうせっけい）は、日本の音響設計事務所。日本初の音響コンサルタント会社として知られている。創設者は永田穂。1971年7月同氏によって「永田穂建築音響設計事務所」が創立され、1974年に法人化された。1993年「永田音響設計」に社名を変更。
同社の手掛ける作品は、日本国内におけるコンサートホールの最高峰と評価されている。

## 本社所在地
- 東京都文京区本郷2-35-10 本郷瀬川ビル3階

## 主な作品
担当作品一覧は同社公式サイトのプロジェクトを参照。

### 日本国内
- 札幌コンサートホールKitara
- 酒田市民会館「希望ホール」
- 熊谷文化創造館 さくらめいと
- サントリーホール
- 東京芸術劇場
- スパイラル
- 東京都庁舎
- カザルスホール
- 紀尾井ホール
- すみだトリフォニーホール
- 杉並公会堂
- 石橋メモリアルホール
- ミューザ川崎シンフォニーホール
- あづみ野コンサートホール
- 軽井沢大賀ホール
- 更埴文化会館
- 京都コンサートホール
- オリックス劇場
- フェスティバルホール
- 兵庫県立芸術文化センター
- 水戸市民会館 大ホール（グロービスホール）

### 日本国外
- エルプフィルハーモニー・ハンブルク( ドイツ ハンブルク)
- マリインスキー劇場(ロシア　サンクトペテルブルク)
- DRコンサートホール( デンマーク コペンハーゲン)
- ウォルト・ディズニー・コンサートホール( アメリカ合衆国 ロサンゼルス)
- ロッテ・コンサートホール( 韓国 ソウル)
- 台中国家歌劇院（ 台湾 台中）
- フィラルモニ・ド・パリ（フランス　パリ）